# Carlos Sastre
Pour les articles homonymes, voir Sastre.
Sastre  Candil est un nom espagnol. Le premier nom de famille, en général paternel, est Sastre ; le second, en général maternel, souvent omis, est Candil.
Carlos Sastre Candil est un coureur cycliste espagnol né le 22 avril 1975 à Leganés. Professionnel de 1997 à 2011, il a notamment remporté le Tour de France 2008 avec l'équipe CSC Saxo Bank et est l'auteur de six podiums sur les trois grands tours et quinze top 10.

## Biographie
Carlos Sastre est le beau-frère de José María Jiménez. Il passe professionnel en septembre 1997 dans l'équipe ONCE et il fait partie de la Team CSC depuis 2002. Régulièrement considéré comme un outsider, il a emmené, en tant qu'équipier, des coureurs comme Laurent Jalabert, Joseba Beloki et Ivan Basso dans sa carrière. Il est bon grimpeur et s'est toujours distingué dans les courses par étapes comme le Tour de France ou le Tour d'Espagne.

### 1997-2001: les débuts à la ONCE
En mai 1999, Carlos Sastre participe au Tour d'Italie, son premier grand tour, aux côtés de Laurent Jalabert, quatrième au classement final et maillot rose pendant huit jours. Sastre termine à la 101e place, à trois heures du vainqueur Ivan Gotti.
En 2000, il prend part à sa première Vuelta. Il s'affirme comme très bon grimpeur en remportant le classement spécifique et terminant finalement huitième.
L'année suivante, il est neuvième de Tirreno-Adriatico en début de saison et découvre le Tour France en juillet. Au service de ses leaders Joseba Beloki et Igor González de Galdeano, il termine vingtième du classement général. Il remporte également sa première victoire chez les professionnels, en gagnant la troisième étape du Tour de Burgos.
En septembre 2001, il s'engage avec l'équipe danoise CSC-Tiscali. Il y retrouve plusieurs anciens coéquipiers de la Once : Nicolas et Laurent Jalabert, Marcelino García et Andrea Peron.

### 2002-2008: chez CSC

#### Équipier modèle
En 2002, pour sa première saison dans l'équipe danoise, il termine cinquième du Tour de Romandie en début de saison. Il double pour la première fois deux grands tours en participant au Tour d'Italie et au Tour de France qu'il termine respectivement trente-huitième et dixième. En fin de saison, il finit cinquième du Championnat de Zurich, son premier top 10 dans une classique de Coupe du monde.
En 2003, il double cette fois-ci Tour de France et Tour d'Espagne. Il remporte le 19 juillet 2003 la première grande victoire de sa carrière sur les pentes d'Ax 3 Domaines sur le Tour de France. Il marque les esprits en franchissant la ligne tétine à la bouche, en hommage à sa fille Claudia, 2 ans. Il se classe finalement neuvième avant de prendre la trente-cinquième place de son second grand tour de l'année.
En 2004 il double à nouveau Tour de France et Tour d'Espagne, prenant deux belles places dans les dix premiers (huitième et sixième).
En 2005 il double encore une fois Tour de France et Tour d'Espagne. Au service de son leader italien Ivan Basso, il termine vingt-et-unième de la grande boucle avant de monter pour la première fois sur le podium d'un grand tour en prenant la troisième place de la Vuelta.
En 2006, il prend le départ du Tour d'Italie en tant que lieutenant d'Ivan Basso, dont il participe au succès. L'Italien étant impliqué dans l'affaire Puerto, Carlos Sastre devient le leader de son équipe sur le Tour de France qu'il termine en troisième position,. Il se classe ensuite quatrième de la Vuelta et devient ainsi le 26e coureur parvenu à terminer les trois grands tours la même année.
En 2007, il termine 4e du Tour de France et une nouvelle fois second du Tour d'Espagne derrière Denis Menchov.

#### 2008: victoire sur le Tour et3ede laVuelta

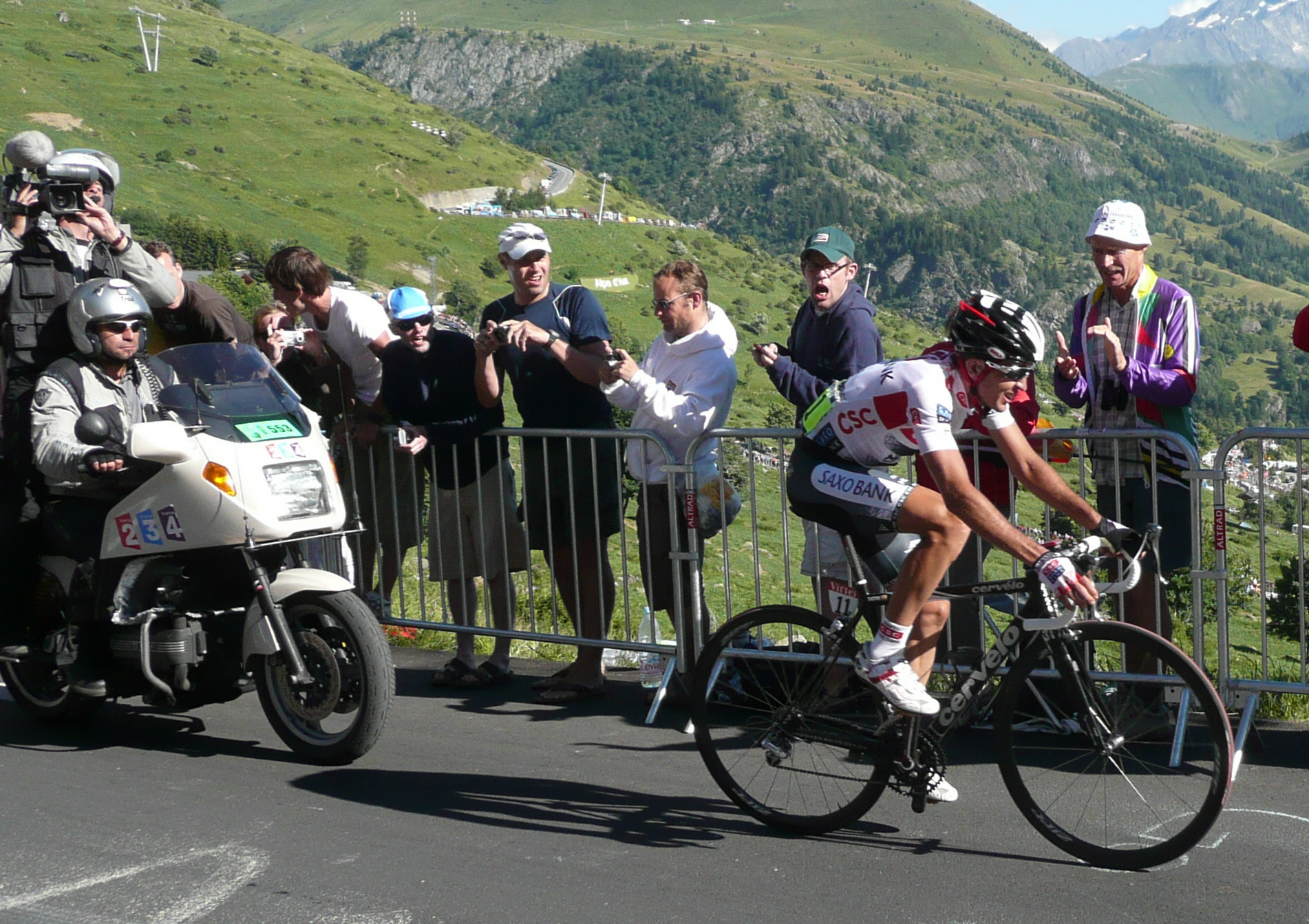
Carlos Sastre, vainqueur à l'Alpe d'Huez sur le Tour de France 2008.

Lors du Tour de France 2008, annoncé comme favori avec Cadel Evans, Denis Menchov, Alejandro Valverde, ou encore ses coéquipiers Andy et Fränk Schleck, Carlos Sastre fait un début de parcours discret en se hissant dans les 15 premiers du classement général.
Durant les étapes des Pyrénées, il se montre prudent, accompagnant les leaders sans passer à l'attaque, tandis que plusieurs favoris comme Damiano Cunego et Alejandro Valverde craquent. Après les étapes pyrénéennes, Cadel Evans se saisit du maillot jaune qu'il garde pendant 5 jours puis le cède à Fränk Schleck, coéquipier de Sastre, dès la première étape alpestre dans laquelle Sastre a attaqué et repris 1 min à Cadel Evans. Lors de l'étape menant à l'Alpe d'Huez, l'équipe CSC Saxo Bank prend la course en main. Sastre attaque dès les premiers lacets de l'ascension finale. Il est suivi dans un premier temps par le Russe Denis Menchov, qui craque quelques lacets plus haut. Sastre passe la ligne d'arrivée en solitaire et s'empare du maillot jaune avec 1 minute et 24 secondes d'avance sur Fränk Schleck et 1 minute et 34 secondes d'avance sur Cadel Evans. Lors de l'avant-dernière étape, un contre-la-montre de 53 km, il se classe douzième, à 2 minutes 34 du vainqueur Stefan Schumacher et à 29 secondes de Cadel Evans, et conserve la tête du classement général. Le 27 juillet 2008, il remporte le Tour de France. Cette victoire ne plait guère à Lance Armstrong déclarant qu'il veut sortir de sa retraite et gagner à nouveau le Tour de France tant l'Espagnol n'en est pas digne à ses yeux, avant finalement de s'en excuser,.
Un mois et demi après, il termine une nouvelle fois sur le podium d'un grand tour en prenant la troisième place de la "Vuelta", le Tour d'Espagne derrière Alberto Contador et Levi Leipheimer.

### 2009-2010: chez Cervélo

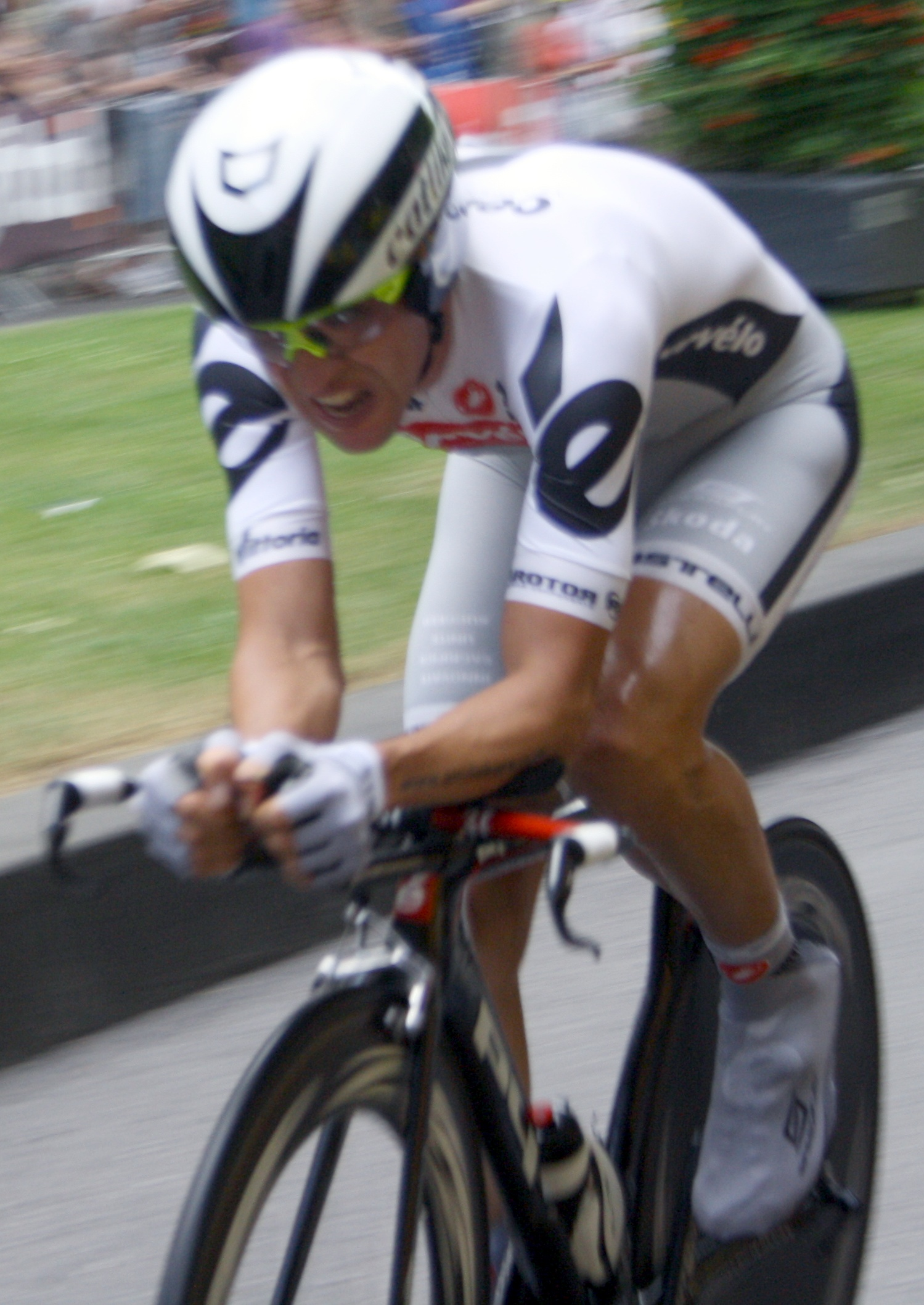
Carlos Sastre lors du prologue du Tour de France 2010.

En 2009, il rejoint Cervélo Test Team en compagnie de Volodymyr Gustov et Íñigo Cuesta. Il participe au Giro du centenaire dans lequel il fait bonne figure en remportant des victoires au Monte Petrano et au Vésuve. Mais il ne peut jouer la victoire finale, cédant du temps à Denis Menchov et Danilo Di Luca dans la montée du Blockhaus. Initialement quatrième, il est finalement classé deuxième après les disqualifications pour dopage de Danilo Di Luca et Franco Pellizotti. En juillet, il participe au Tour sans peser sur la course à l'exception d'une attaque lors de la 17e étape dans le col de Romme. Il termine 16e du général à Paris.
Après une longue absence marquée par très peu de jours de course, il revient sur le Tour d'Italie 2010 qu'il termine huitième à la faveur d'une échappée. Il apparaît moins incisif en montagne et peu en forme. Néanmoins, il signe là son treizième grand tour achevé dans le Top 10 au classement général. Malgré des problèmes de dos dus à une chute sur le Tour d'Italie, Sastre décide de s'aligner au départ du Tour de France 2010. Après une belle onzième place lors de la 8e étape, il craque le surlendemain dans le col de la Madeleine en compagnie de Cadel Evans, le maillot jaune. Comme lors du Giro, lors duquel il s'était échappé dans l'étape menant à l'Aquila puis dans le Gavia, Sastre tente de refaire son retard d'abord dans le Port de Pailhères, accompagné entre autres par Damiano Cunego et Rafael Valls, sans succès. Dans la dernière étape de montagne, conduisant au col du Tourmalet, Sastre attaque peu avant le col de Marie-Blanque, accompagné pendant quelque temps de son coéquipier Ignatas Konovalovas, mais ne réussit pas à rejoindre l'échappée. Il est repris par le peloton peu avant le col du Tourmalet. Il finit 19e au classement général,. Après avoir terminé troisième de la Classique de Saint-Sébastien 2010, Carlos Sastre s'aligne au départ du Tour d'Espagne 2010 en tant que co-leader de Cervélo avec son compatriote Xavier Tondo. Il termine 8e au classement général. Il devient le premier coureur depuis Eduardo Chozas en 1991 à boucler les trois grands tours parmi les 20 premiers durant la même année,.

### 2011: chez Geox-TMC
Il s'engage, pour la saison 2011, en compagnie notamment de Denis Menchov avec l'équipe Geox-TMC à la surprise générale car il était le chef de file de la marque Cervélo. En mai, il termine 30e du Giro. Son équipe n'étant pas retenue pour le Tour de France, il court en juillet le Tour d'Autriche qu'il termine à la troisième place. En septembre, il se classe 20e du Tour d'Espagne remporté par son coéquipier Juan José Cobo. Quatre jours plus tard et après voir disputé le 26e grand tour de sa carrière, il annonce sa retraite sportive, le 15 septembre 2011 à Madrid,,. Sa dernière apparition en tant que coureur cycliste se fait à l'occasion du Critérium d'Oviedo le 29 octobre, qu'il remporte.
Le 24 août 2012, l'agence antidopage américaine propose à l'Union cycliste internationale de suspendre à vie Lance Armstrong et d'annuler tous les résultats qu'il a obtenus à partir du 1er août 1998, notamment les sept Tours de France de 1999 à 2005. À la suite de cette annonce, le journaliste Hervé Marchon présente dans un article pour Libération les vainqueurs potentiels de ces éditions, soit ceux ayant obtenu le meilleur résultat au classement général final tout en n'ayant jamais été "contrôlés positifs, impliqués dans une affaire de dopage, ou ayant fréquenté des équipes ou des médecins suspectés de pratiques interdites". Ainsi, le journaliste présente Carlos Sastre comme vainqueur du Tour de France 2002 et 2004. Ce qui ne sera officiellement pas le cas, puisque l'Union cycliste internationale décide finalement de laisser les premières places vacantes.

## Palmarès

### Palmarès amateur
- 1997
  - Subida a Gorla
  - Tour de la Bidassoa :
    - Classement général
    - 3e étape

  - Prueba Loinaz
  - 3e du Tour de Navarre

### Palmarès professionnel
| - 2000 - Classement de la montagne du Tour d'Espagne - 2e de la Subida al Naranco - 8e du Tour d'Espagne - 2001 - 3e étape du Tour de Burgos - 2002 - 5e du Tour de Romandie - 5e du Championnat de Zurich - 10e du Tour de France - 2003 - 13e étape du Tour de France - 6e du Tour de Romandie - 9e du Tour de France - 2004 - 4e de la Classique des Alpes - 6e du Tour d'Espagne - 8e du Tour de France - 2005 - 1rea étape de l'Escalade de Montjuïc - 2e du Tour d'Espagne - 2e de l'Escalade de Montjuïc - 3e de l'Eindhoven Team Time Trial (contre-la-montre par équipes) - 2006 - Klasika Primavera - 5e étape du Tour d'Italie (contre-la-montre par équipes) - 17e étape du Tour de France - 1re étape du Tour d'Espagne (contre-la-montre par équipes) - 3e du Tour de France - 4e du Tour d'Espagne | - 2007 - 2e du Tour d'Espagne - 3e de l'Escalade de Montjuïc - 4e du Tour de France - 7e de la Classique de Saint-Sébastien - 2008 - Tour de France : - Classement général - Classement de la montagne - 17e étape - 3e du Tour d'Espagne - 2009 - 16e et 19e étapes du Tour d'Italie - 2e du Tour d'Italie - 2010 - 3e de la Classique de Saint-Sébastien - 8e du Tour d'Espagne - 8e du Tour d'Italie - 2011 - 3e du Tour d'Autriche |  |

### Résultats sur les grands tours

#### Tour de France
10 participations
- 2001 : 20e
- 2002 : 10e
- 2003 : 9e, vainqueur de la 13e étape
- 2004 : 8e
- 2005 : 21e
- 2006 : 3e et vainqueur de la 17e étape (à la suite du déclassement de Floyd Landis)
- 2007 : 4e
- 2008 :  vainqueur du classement général, de la 17e étape et  du classement de la montagne[1], maillot jaune pendant 5 jours
- 2009 : 15e[18]
- 2010 : 20e[12],[13]

#### Tour d'Italie
6 participations
- 1999 : 101e
- 2002 : 38e
- 2006 : 43e, vainqueur de la 5e étape (contre-la-montre par équipes)
- 2009 : 2e[19], vainqueur des 16e et 19e étapes
- 2010 : 8e
- 2011 : 30e

#### Tour d'Espagne
10 participations
- 2000 : 8e,  vainqueur du classement de la montagne
- 2001 : abandon
- 2003 : 35e
- 2004 : 6e
- 2005 : 3e (le déclassement du vainqueur Roberto Heras consécutif à un contrôle positif à l'EPO est annulé en décembre 2012)
- 2006 : 4e,  maillot or pendant une étape, vainqueur de la 1re étape (contre-la-montre par équipes)
- 2007 : 2e
- 2008 : 3e
- 2010 : 8e
- 2011 : 20e

### Classements mondiaux
| Année                  | 2005 | 2006 | 2007 | 2008 | 2009 | 2010 | 2011 |
| ---------------------- | ---- | ---- | ---- | ---- | ---- | ---- | ---- |
| Classement ProTour     | 40e  | 17e  | 12e  |      |      |      |      |
| Calendrier mondial UCI |      |      |      |      | 37e  | 30e  |      |
| UCI Europe Tour        |      |      |      |      |      |      | 267e |